# Chaovarat Chanweerakul
Chaovarat Chanweerakul (Thai: ชวรัตน์ ชาญวีรกุล) (Bangkok, 7 juni 1936) was interim minister-president van Thailand van 2 december 2008 tot 17 december 2008, en lid van de PPP (Phak Palang Prachachon).